# Halldóra Tumadóttir
Halldóra Tumadóttir (1180–1247) fue un personaje histórico de la Islandia medieval, durante la Era Sturlung. Hija de Tumi Kolbeinsson del clan Ásbirningar y hermana de Kolbeinn Tumason. La saga Sturlunga la retrata como una figura de menor importancia, pero sin embargo fue clave en las guerras políticas y los feudos en Islandia durante la Era Sturlung. Su matrimonio en 1215 con Sighvatur Sturluson, caudillo de los Sturlungar, fue un triunfo político que trajo la paz entre dos poderosas familias rivales.